# Ji-Paraná
Ji-Paraná es un municipio brasileño del estado de Rondonia.

## Datos básicos
Su población en 2016 era de 131 560 habitantes según el IBGE siendo la segunda mayor del estado, tiene un área de 6 896,782 km².
Ji-Paraná se ubica en la parte oriental de Rondonia y está a 373 km de distancia de Porto Velho a la capital del estado. Limita con Vale do Anari al norte, Mato Grosso al este, Ouro Preto do Oeste, Theobroma, Urupá y Teixerópolis al oeste, Presidente Médici y Ministro Andreazza al sur.